# Colze
|  | Per a altres significats, vegeu «Colze (unitat)». |

El colze és l'articulació que uneix el braç i l'avantbraç connectant la part distal de l'húmer amb la proximal del cúbit i del radi; més concretament és la unió entre l'húmer a la part superior del braç i el radi i el cúbit de l'avantbraç, que permet apropar i allunyar l'avantbraç i la mà del cos. Inclou l'olècran, la fossa del colze i els epicòndils laterals i medials de l'húmer. El colze posseeix lligaments laterals, anteriors i posteriors.